# BMW M4 DTM
BMW M4 DTM은 BMW M4를 베이스로 제작된 레이스 카이다.

## 사진

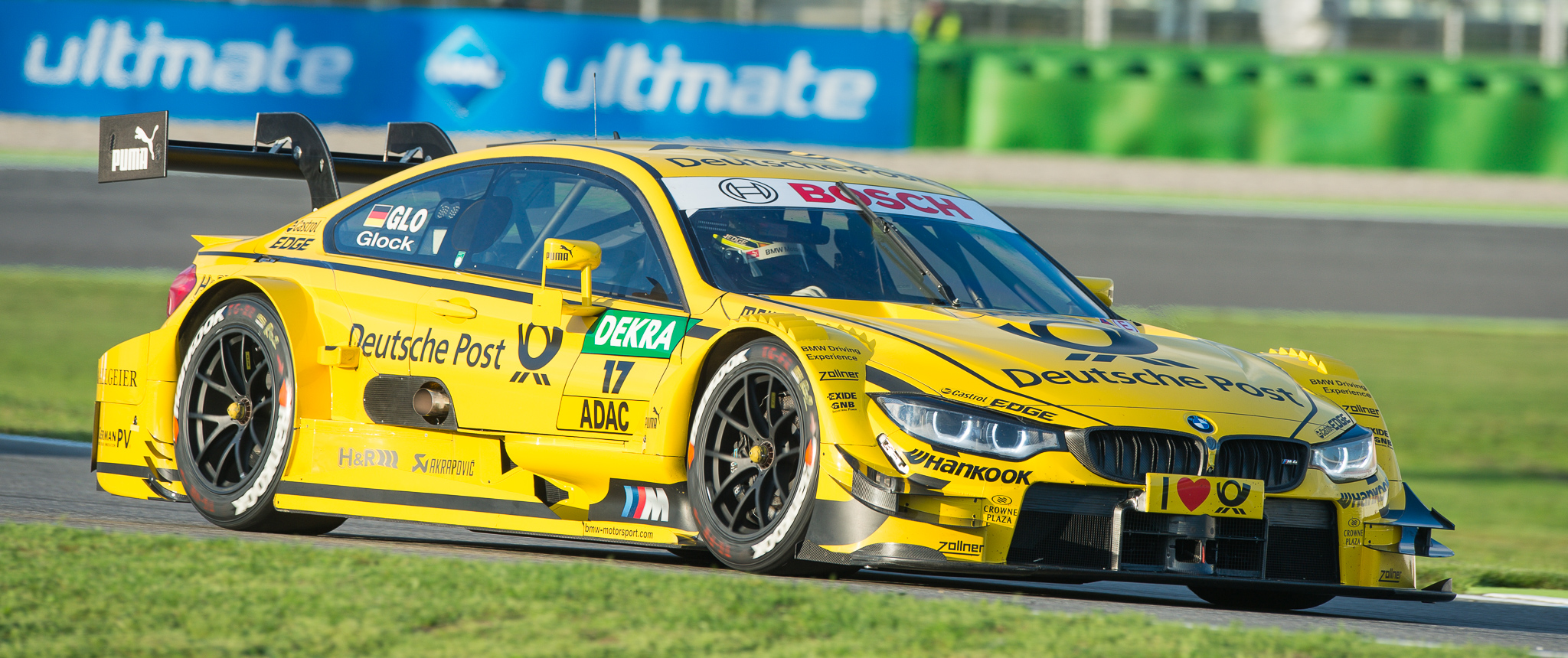